# 上董寨寿圣寺
上董寨寿圣寺，位于山西省阳泉市平定县娘子关镇上董寨村，已列为山西省文物保护单位。

## 保护
2021年8月4日，上董寨寿圣寺由山西省人民政府公布为第六批山西省文物保护单位，编号6-69。